# Купарентко, Йордаке

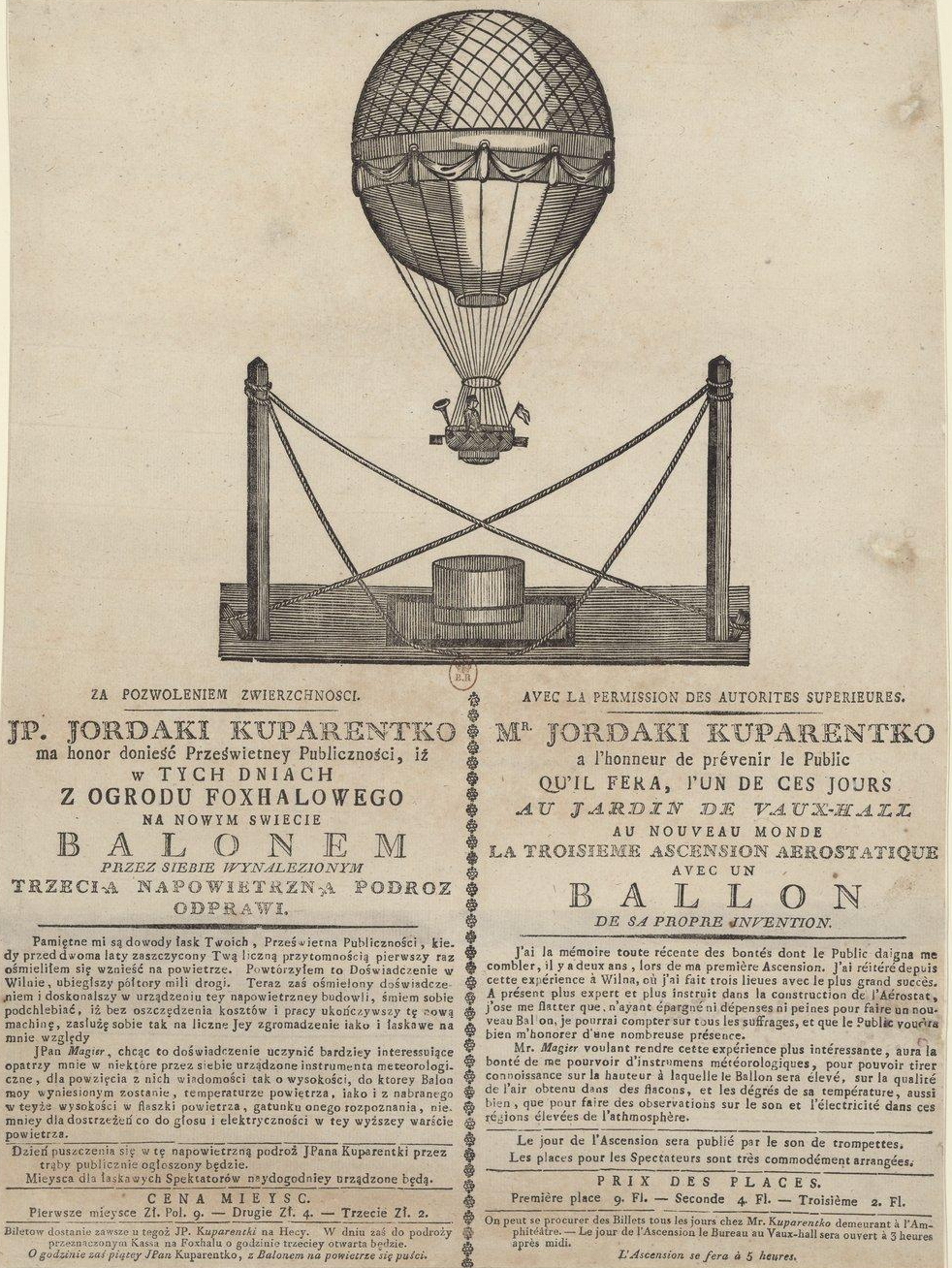
Плакат о третьем полете Купарентко в Варшаве в 1808 году

Купарентко, Йордаке (1780—1844) — один из первых молдавских, польских и литовских аэронавтов, изобретатель и цирковой артист. Родился в окрестностях Ясс. В 15 лет сбежал из дома и стал работать в Национальном театре в Яссах. Во время гастролей французской цирковой труппы Котлера, дочь владельца цирка влюбляется в Йордаке. Купарентко записывается в труппу, становится цирковым артистом и выезжает на длительные гастроли в Польшу. Выполняя сложное акробатическое упражнение на высоте, он ломает ногу, и не может больше выступать в цирке. 
Купарентко посвящает себя строительству аэростатов. Он придумал несколько разновидностей, в том числе одну из разновидностей парашюта. Выполнил 3 полёта на аэростатах:
1. В июне 1806 года над Варшавой аэростат, изготовленный из бумаги, загорелся, и Купарентко едва остался жив.
2. 6 декабря 1806 года Купарентко совершил успешный подъём над Вильнюсом.
3. 24 июля 1808 года совершил наиболее успешный подъём — над Варшавой. При содействии физика Антонио Магера выполнил ряд измерений параметров атмосферы на высоте, использовав приборы Магера.

В 1811 году служил в польской армии в звании лейтенанта.
Другой сферой интересов Йордаке было изобретательство:
- В 1827 году изобрёл сложный музыкальный инструмент, которому дал название «Бузутон» — прототип шарманки, исполнявший оперные увертюры, марши и хоры. Инструмент был представлен на выставке в Варшаве в 1828 году.
- В 1830 году изобрёл механический кукольный театр, который выставлялся на универсальной выставке в Париже. С 1842 года этот театр был частью музыкальной консерватории «Питореск» в Варшаве.

Купарентко скончался в 1844 году. Похоронен на православном кладбище в Варшаве.